# Mangelia hexagona
Mangelia hexagona är en snäckart som beskrevs av William More Gabb 1865. Mangelia hexagona ingår i släktet Mangelia och familjen kägelsnäckor. Inga underarter finns listade i Catalogue of Life.